# Ska-P
Ska-P es un grupo español de ska punk formado en Vallecas (Madrid) en 1994. Sus canciones hablan de distintas temáticas, su rechazo e inconformismo con el sistema actual, sobre el anticapitalismo, antifascismo, antitauromaquia, antiimperialismo, críticas a los medios de comunicación y a la Iglesia católica. Apoyo a los derechos de los animales, el veganismo, el ecologismo, el  feminismo, el anarquismo y el anarcosindicalismo. Han compuesto canciones respaldando la lucha del grupo mexicano Ejército Zapatista de Liberación Nacional, el Pueblo palestino y la Revolución bolivariana, homenajeando en la canción "El libertador" a Simón Bolívar.Su canción «Cannabis», reivindica y apoya la legalización de la marihuana. Algunos de sus temas son "El vals del obrero", "Mis colegas", "Sexo y religión", "Niño soldado", entre otros. Aunque su principal género es el ska punk, en algunas de sus canciones también hay ritmos españoles, latinos, de días festivos como villancicos, y otros estilos jamaicanos como el reggae, que en varias ocasiones buscan enfatizar el tema de la canción. Otras también son de ska, sin casi ritmos de punk, y viceversa.

## Historia

### 1993-2004: Primeros años
Ska-P surgió en 1993 como un grupo de ska formado por un grupo de amigos de Vallecas y País Vasco. Ese mismo año graban con la discográfica AZ-Records con su primer manager braulio paz su primer disco, titulado Ska-P, que contiene 9 canciones. El disco no consiguió muchas ventas en comparación con los discos posteriores, pero contribuyó a que el grupo se diera a conocer, especialmente por la canción «Como un rayo», tema de apoyo al equipo de fútbol Rayo Vallecano, y que se hizo bastante popular en Vallecas. Tocaron varios conciertos, llegando a telonear a Extremoduro y a Platero y tú, aunque todavía tenían escaso público.[cita requerida]
 En 1995, el guitarrista Toni dejó la banda, y entró en su puesto Joxemi. También entró Pipi, amigo de Pulpul, que hasta entonces se limitaba a salir disfrazado en algunos conciertos y ayudar al grupo a cargar y descargar, y que a partir de ese momento tomó el papel de voz secundaria, al mismo tiempo que seguía disfrazándose en algunas canciones.[cita requerida]
 En 1996 salió  su segundo disco El vals del obrero, de manos de la discográfica RCA Records (filial de Sony BMG), y participaron en el 9.º Festival Vallekas Rock, lo que aumentó la fama de sus directos.[cita requerida]
 Tras una gira por toda España y parte de Francia, entre 1997 y 1998 graban su tercer disco, Eurosis, de nuevo con RCA. Siguen tocando en España y Francia, pero en esa época también hicieron su primera irrupción en América Latina, tocando en Argentina y México. Pako, baterista y miembro fundador de Ska-P, dejó la banda en medio de la gira, y entró Luismi como nuevo baterista. También participaron en el festival Arezzo Wave de Italia.[cita requerida]
En el año 2000 graban Planeta Eskoria. Dos años más tarde sale a la venta su 5.º álbum ¡¡Que corra la voz!!, el cual han definido como el más completo de la banda. Destaca la mezcla de estilos, tanto canciones de ska con aire festivo como temas con sonido más duro al estilo de Planeta Eskoria. Hacen una gira europea por Hungría, Bélgica, Holanda, Austria, Alemania, Francia, Italia, Suiza, Reino Unido, Irlanda y Grecia. También vuelven a América Latina, tocando en Argentina, Chile, México (donde se presentán por primera vez en el Festival Vive Latino), Brasil, Costa Rica, Puerto Rico, Venezuela, Uruguay, Colombia, entre otros. Además, en estas últimas giras tuvo lugar la incorporación al grupo de los bilbaínos Txikitín (trompeta) y Gari (trombón).
 En 2004 editan su primer álbum en vivo, Incontrolable, que además de contar con 16 canciones grabadas en directo por toda Europa, le acompaña un DVD con 13 temas grabados en Nyon (Suiza), Turín (Italia) y París (Francia). Además se incorporan todos los videoclips de la banda e imágenes del grupo en la última gira.[cita requerida]

### 2005-2007: Primer parón
En febrero de 2005 anunciaron un paro indefinido. Argumentaron para ello que "necesitaban un descanso" debido a la gran cantidad de conciertos por todo el mundo, no obstante Pipi afirmó que la decisión había sido únicamente de Pulpul, y que el resto del grupo no podía seguir sin él, así que habían tenido que dejarlo. De hecho, hay rumores, fundados en la actitud de algunos componentes, de que hubo peleas internas entre Joxemi, Pipi y Pulpul. Aun así, el grupo declaró que "queda abierta la posibilidad de un futuro retorno". Anunciaron además una gira de despedida.
Su último concierto en España fue el 24 de septiembre de 2005 en la Cubierta de Leganés, y el último recital definitivo antes del parón fue en Buenos Aires, Argentina el 12 de octubre de 2005. Los integrantes del grupo decidieron dar por finalizada su gira de despedida en esta ciudad debido al trato recibido en ocasiones anteriores. Todo lo recaudado en dicho festival fue donado a diferentes organizaciones benéficas argentinas, como a comunidades mapuches (en memoria a los daños ocasionados por las invasiones castellanas durante la conquista y conformación del Virreinato del Río de la Plata) y comedores comunitarios de Buenos Aires.[cita requerida]
En 2006, seis meses después del parón, el cantante Pulpul hizo una entrada en la página oficial anunciando que él seguía componiendo y esperaba que esas letras fueran en un futuro las de un nuevo disco de Ska-P. Algunos miembros del grupo formaron parte de otros grupos durante el parón. Es el caso de Pipi, quien fundó un grupo alternativo parecido a Ska-P, llamado The Locos. Joxemi también toca en No-Relax grupo punk formado en 2003 junto a una gran cantante Italiana llamada MIcky y con el que continúa en 2009.
El 12 de octubre de 2007, después de dos años de inactividad, Pulpul publicó un aviso en la web oficial en el que hablaba de la posible reunión del grupo en el 2008. En el mismo comunicado, escriben los distintos integrantes del grupo opinando positivamente sobre el reencuentro, salvo Pipi; este inicialmente anunció que seguiría con su nuevo grupo, The Locos, y no volvería a Ska-P, aunque finalmente sí volvió con el grupo. Entre los detalles del comunicado, se dice que ensayarán con el antiguo repertorio y si todo va bien posiblemente sacarán un nuevo álbum en octubre del 2008. Alacrán Producciones, a fines del 2007 abrió la contratación de Ska-P para la gira en 2008 .[cita requerida]

### 2008-2014:Lágrimas y Gozosy99%
La vuelta del grupo se confirmó a través de la página oficial, en donde comunican sobre un nuevo disco en octubre (Lágrimas y Gozos), y una minigira por Europa (Italia, Francia, Grecia y España) y países latinoamericanos (México, Chile, Ecuador, Argentina, Colombia, Uruguay y Venezuela)
El 5 de septiembre de 2008, lanzaron un sencillo del álbum Lágrimas y Gozos, llamado "Crimen Sollicitationis", en donde realizan fuertes críticas a la Iglesia católica, tanto al papa Benedicto XVI, como a la pederastia de algunos sacerdotes. El álbum Lágrimas y Gozos fue lanzado el día 7 de octubre tras seis años sin disco de estudio y tres sin pisar los escenarios.
 En 2010 visitan nuevamente América Latina, donde ya son recibidos con los brazos abiertos, pisando escenarios en Argentina, Chile, y México, entre otros.[cita requerida]
 En febrero de 2013 sacan una antología para celebrar su (casi) 20 aniversario a la que llaman Todo Ska-P, que se compone de cinco CD (El vals del obrero, Eurosis, Planeta Eskoria, Que corra la voz y Lágrimas y gozos), dos DVD (Seguimos en pie de 1998 e Incontrolable de 2002) y un último DVD inédito con 12 videoclips, un documental y el concierto "Fête de L’Humanité 2001" en La Courneuve-Le Bourget en septiembre de 2001.[cita requerida]
Al mes siguiente, el 5 de marzo, publican su octavo álbum bajo el nombre de 99%. El álbum se compone de 15 canciones en las que se abordan temas como el 15-M, el Club Bildelberg, la corrupción en España y México, la manipulación informativa o el negocio de las farmacéuticas, entre otros. Meses después el álbum fue nominado a los Grammy Latinos en la categoría de "Mejor álbum de rock", pero Ska-P rechazó la nominación: «Nos han nominado a los Grammy, jejeje. Ironías de la vida, ¡que os jodan! Dádselo a Obama, que lo ponga junto al Nobel de la Paz».
En 2014 se dedican a estar fuera del estudio y empiezan una gira por el continente americano pasando por diversos países como Argentina, y Chile y  México. En noviembre después de las giras, la banda anuncia en su página web que harían otro parón musical por un tiempo indefinido.
 Tras el éxito que tuvo el Woodstock Festival, en Polonia para más de 500,000 personas, el festival lanzó una convocatoria donde los asistentes al evento votarían por qué artista fue más de su agrado. Al resultar Ska-P ganador, el festival le produjo un CD + DVD de su presentación en el festival, dicho álbum fue lanzado el día 29 de abril.[cita requerida]

### 2015-2017: Segundo parón y abandono de Pipi del grupo
En 2015 se hizo público en la página oficial de Ska-P el motivo del parón; Pulpul sufre tinnitus. Esto consiste en la percepción de acúfenos o golpes en el oído, y a pesar de que algunos otros músicos padecen estos síntomas y siguen activos, él ha decidido permanecer inactivo debido a que no debe exponerse a la música alta. Cabe aclarar que no ha dejado por completo la música, según él mismo comunica, aún sigue escribiendo canciones que pretende sacar a la luz si consigue eliminar los acúfenos, algo que por ahora es incurable, aunque espera poder dominarlos. El 10 de junio de 2017 comentó en su Twitter: «Seguiré insistiendo hasta estar preparado para enfrentarme a un concierto, os echo mucho de menos».
El 24 de noviembre, a través de su Fan Page Oficial de Facebook, sitio web y redes sociales de los miembros de la banda, se anuncia que lanzarán un nuevo disco de estudio para el año 2018. Este verá la luz entre septiembre y octubre.
El 11 de diciembre se confirma la salida de Pipi del grupo.  En sus redes sociales la banda cita: "Es evidente que la relación SKA-P-Pipi no es buena desde hace tiempo y creemos que cuando una relación no funciona es mejor romper a fingir. La grabación del próximo disco será sin Pipi y si hay vuelta a los escenarios tampoco estará Pipi. Esto no significa que no haya disfraces, los habrá. Sabemos que las rupturas duelen durante algún tiempo, pero por desgracia, son necesarias."
FDO. SKA-P al completo.
El mismo 11 de diciembre, Pipi, a través de la fan page de su banda "The Locos" comenta y oficializa su salida de la banda, escribiendo: "Querida gente que tantas y tantas alegrías me habéis dado durante todos estos años con todo lo que hemos compartido bajo el paraguas de la música.
Tengo que comunicaros que debido a diversas situaciones vividas en la convivencia natural de los miembros del grupo Ska-p, entre otras discrepancias, donde viéndome a un palmo de la muerte hace año y medio por una inesperada enfermedad, solo recibí la llamada de un miembro del grupo (Joxemi) y sumado a las motivaciones que ahora guían a Ska-p, y que no comparto, y dónde en las últimas reuniones de la banda no se contaba conmigo, creo que podéis entender que me encuentro en la difícil situación de no poder seguir con Ska-p.
Tengo una gran pena escribiendo estás palabras. Pero también me emociona seguir con mi propio proyecto The Locos, con el que llevo más de 10 años peleando duro y disfrutando de los escenarios y la música en un formato más pequeño que mi anterior banda, pero más sincero.
Llevo tiempo dándole vueltas a la cabeza, donde me surge la idea de intentar plasmar en un libro mi vida en la música. Mis anécdotas buenas, los momentos mejores y los insuperables sueños. Además de los momentos malos y las peores pesadillas de las cloacas. Soy culo inquieto , por lo que, si tendré más tiempo ahora...quizá me atreva.
No encuentro las palabras adecuadas y justas de agradecimiento que pueda expresaros a vosotros, la gente, que disfrutó con mis actuaciones. Donde si os puedo asegurar que me dejé la piel literalmente desde el primer concierto hasta el último, y desde el primer minuto del show hasta el final. Y espero haberos alegrado o animado con mis performances, mi sello de identidad, durante más de mil conciertos que llevo en mi corazón. Esa fue y sigue siendo mi intención."
El 28 de diciembre, la banda en sus redes sociales escribe lo siguiente: "Desde que hemos comenzado a ensayar siento la terrible necesidad de subir a un escenario.
A todos los ensayos he llevado mis "In ear", me está costando mucho adaptarme a este aparato, pero al terminar no tengo la sensación de ser devorado por millones de grillos, se alteran un poco los que ya me acompañan, pero es soportable. Es posible que pronto comencemos a cerrar algún concierto para finales del año que viene.Un abrazo libertario a tod@s y feliz año nuevo!!."

### 2018: Game Over
En abril de 2018 la banda anunció a través de su web oficial que ya estaban grabando el que será su octavo álbum de estudio y que esperan tenerlo todo terminado para finales de junio. También se anunciaron los primeros conciertos para la nueva gira, que dará inicio el 15 de septiembre en Varsovia, Polonia.
Por otro lado, Luismi, el baterista del grupo, sufrió un infarto el 6 de abril que le obligó a apartarse temporalmente del grupo. Actualmente se recupera y espera poder estar disponible para el inicio de la gira. Iván Pozuelo «Güevo» sustituyó a Luismi y se encargó de terminar los trabajos de grabación que aún quedaban por hacer.
El 10 de julio de 2018 Pulpul anuncia la grabación del primer videoclip del nuevo disco, en donde participan los actores Eloy, Oscar y Manuel. El 5 de agosto de 2018 se revela la portada y el nombre del nuevo disco, llamado: Game Over. En la cual se aprecia al característico "Gato López" tras un tablero de ajedrez. La Ilustración de la portada fue diseñada por Sebastián Kowoll.
En septiembre de 2018 salió a la venta Game Over, el octavo álbum de estudio de la banda, acompañado del videoclip «Jaque al Rey».

### Seguimos, censura y tercer parón
En febrero de 2022, publicaron el sencillo «Estimado John», que sería el primero de su nuevo álbum Seguimos (2023). En mayo del mismo año publicaron el siguiente, «Las Flores»; en septiembre, «El Chupacabras», y en junio de 2023, «El Ático», siendo Seguimos su EP con menor número de canciones.
Durante la gira de 2023, el 15 de julio, la policía de Múnich prohibió al grupo tocar el tema «Intifada», pues consideraban la canción "delictiva" y considerada antisemita, bajo la amenaza de detener a todos: músicos, técnicos y organizadores del festival.
Ese mismo verano, la banda confirmó un nuevo parón indefinido. Pulpul aseguró que no se trataba de problemas con los miembros de la banda, sino que había finalizado una etapa. El 4 de diciembre, a través de la red social Twitter, anunciaron el comienzo del parón.

## Críticas
Ska-P ha sido criticado (tanto desde fuera del anarquismo como desde dentro) en lo que respecta a su discurso político. La crítica más común hacia ellos consiste en la falta de coherencia entre lo que predican y lo que realmente hacen. Los motivos de esta crítica son que, aunque se declaran anarquistas y anticapitalistas y lanzan vivas a la autogestión en sus letras en sus conciertos y demás apariciones públicas, además de en su web, ciertamente no se autogestionan, sino que tienen por discográfica a Sony/BMG (una multinacional) y han participado en festivales organizados por grandes empresas, como el Pepsi Music; esto es visto como una incoherencia con sus ideas de izquierda política. También argumentaron que todo el dinero que ganaron por participar en el Pepsi Music fue donado a grupos mapuches; no obstante, los que los critican afirman que el fin no justifica los medios y que no es coherente con las ideas anarquistas, ya que para ayudar a los perjudicados por el capitalismo también están ayudando a las multinacionales que son las culpables de la situación de dichos perjudicados.
Ante esto, el grupo musical se defiende afirmando que lo que ellos hacen es participar en el sistema para luchar contra él, y que es imposible ser totalmente coherente con las ideas anticapitalistas hoy en día.

## Miembros
- Roberto Gañán Ojea (Pulpul): Vocalista, guitarra rítmica (1994 - presente).
- José Miguel Redin (Joxemi): Guitarra líder y coros (1995 - presente).
- Julio César Sánchez (Julio): Bajo y coros (1994 - presente).
- Alberto Javier Amado (Kogote): Teclado y coros (1994-presente).
- Iván Guevo : Batería (2018-presente).

Sección de vientos
- Alberto Iriondo (Txikitin):Trompeta y Showman (2000-presente).
- Garikoitz Badiola Urkiza (Gari): Trombón y Helicón en Lágrimas y Gozos (2000-presente).
- Juan Antonio Rivas (Juanan): Trompeta, violín y coros (2018-presente).

### Antiguos miembros
- Francisco Javier Navío (Pako): Batería (1994-1999).
- Toni Escobar: Guitarra solista y coros (1994 - 1995).
- Ricardo Delgado (Pipi): Segunda voz y Showman (1995 - 2017).
- Luis Miguel García (Luismi): Batería (1999 - 2021).
- Eloi Yebra (TCap): Showman, figurante ycoros (2018 - 2021).

## Discografía
| Año  | Disco                               |
| ---- | ----------------------------------- |
| 1994 | Ska-P                               |
| 1996 | El vals del obrero                  |
| 1998 | Eurosis                             |
| 2000 | Planeta Eskoria                     |
| 2002 | ¡¡Que corra la voz!!                |
| 2004 | Incontrolable (CD+DVD)              |
| 2008 | Lágrimas y gozos                    |
| 2013 | 99 %                                |
| 2016 | Live in Woodstock Festival (CD+DVD) |
| 2018 | Game Over                           |
| 2023 | Seguimos                            |

Nota: En esta tabla, el color gris indica un álbum de estudio y el color lavanda un álbum en vivo.

### Otros
- Seguimos en pie - (DVD en directo) - 1999
- Ska-P en concierto (CD en directo, sólo en Francia) - 2000
- Todo Ska-P (CD+DVD) - (CD+DVD recopilatorio) - 2012

### Sencillos
- «Cannabis» - 1996
- «Ñapa es» - 1996
- «Paramilitar» - 1998
- «Derecho de admisión» - 2000
- «Planeta Eskoria» - 2000
- «Welcome To Hell» - 2002
- «Niño Soldado» - 2002
- «Mis Colegas» - 2002
- «Crimen Sollicitationis» - 2008
- «El Tercero de la Foto» - 2008
- «Canto a la Rebelión» 2013
- «Se acabó» - 2013
- «Jaque al Rey» - 2018
- «Cruz, Oro Y Sangre» - 2018
- «Estimado John» - 2022
- «Las Flores» - 2022
- «El Chupacabras» - 2022
- «El Ático» - 2023

### Tributos
- Mano Negra Illegal (Señor Matanza) - 2001 (Álbum Tributo a Mano Negra)
- Agradecidos... Rosendo (Navegando) - 1997 (Álbum Tributo a Rosendo)
- 20 y serenos (CD 20 Años de Porretas) - Marihuana

## Videos musicales
| Nombre                    | Álbum                | Año de lanzamiento |
| Paramilitar               | Eurosis              | 1998               |
| Derecho de admisión       | Planeta Eskoria      | 2000               |
| Planeta Eskoria (en vivo) | Planeta Eskoria      | 2000               |
| Welcome to Hell           | ¡¡Que corra la voz!! | 2002               |
| Niño soldado              | ¡¡Que corra la voz!! | 2002               |
| Mis colegas               | ¡¡Que corra la voz!! | 2002               |
| Crimen Sollicitationis    | Lágrimas y gozos     | 2008               |
| Vándalo                   | Lágrimas y gozos     | 2009               |
| Se acabó                  | 99%                  | 2013               |
| Jaque al Rey              | Game Over            | 2018               |
| No lo volveré a hacer más | Game Over            | 2018               |
| Estimado John             | Seguimos             | 2022               |
| Las flores                | Seguimos             | 2022               |
| El Chupacabras            | Seguimos             | 2022               |
| El Ático                  | Seguimos             | 2023               |

## Premios

### Rechazo a los Premios Grammy Latinos
En septiembre de 2013 se dieron a conocer los nominados a los Premios Grammy Latinos, donde Ska-P salió nominado por el disco 99 %. En respuesta a la nominación escribieron en las redes sociales, diciendo que le dieran el premio al político Barack Obama y que lo pusiera al lado de su Nobel de la Paz.